# Musée des collections municipales de l'arsenal

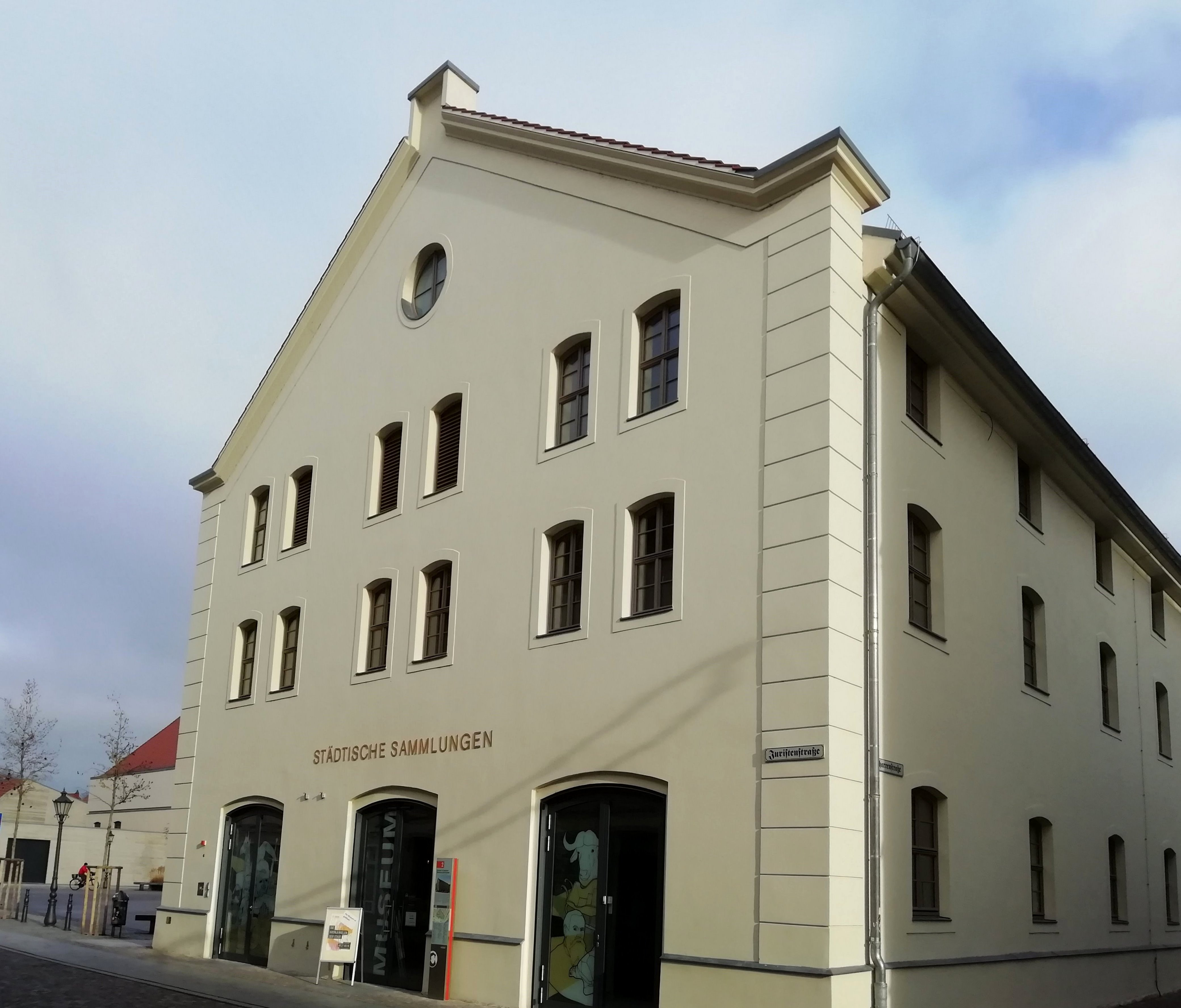
Façade du musée des collections municipales de l'arsenal

Le Musée des collections municipales de l'arsenal (en allemand : Museum der städtischen Sammlungen im Zeughaus) est un bâtiment d'exposition interdisciplinaire situé à Wittemberg, qui présente aussi bien des objets d'archéologie et d'histoire urbaine que d'histoire naturelle et d'ethnologie. Le directeur du musée est Andreas Wurda.

## L'arsenal
L'ancien arsenal, situé au 16a de la Juristenstraße, sur la place de l'Arsenal, est un bâtiment classé dans la vieille ville de Wittenberg. Le numéro d'enregistrement en tant que monument historique de Wittenberg est le 094 35933. La maison a été construite en 1855 comme remise (hangar pour les voitures d'artillerie) et a servi depuis lors à des fins militaires et civiles. En 2016/17, une rénovation générale et la restauration de la façade historique donnant sur la place de l'Arsenal ont été effectuées.

## Exposition
Dans l'arsenal historique, des salles d'exposition modernes d'une surface totale de plus de 1 500 mètres carrés ont été construites en plusieurs étapes sur trois étages entre 2015 et 2018.
Le 21 décembre 2018, le musée a été inauguré avec des conférences de Reiner Haseloff, Torsten Zugehör et Nils Seethaler,.

### Les «joyaux de la couronne» de la ville
En mars 2015, le rez-de-chaussée a d'abord été ouvert : dix-huit "joyaux de la couronne" de la ville y sont exposés sur trois cents mètres carrés, dont trois objets de la collection de Julius Riemer.

### Histoire de la ville
Au premier étage de l'arsenal, 406 pièces d'exposition sur l'histoire de la ville de Wittenberg sont présentées sur plus de 500 mètres carrés. L'exposition "Wittenberg im Wandel der Jahrhunderte" (Wittenberg au fil des siècles) traite de la préhistoire sur le territoire de la ville actuelle, du Moyen Âge et du début des temps modernes ainsi que des XIXe et XXe siècles.

### La collection d'histoire naturelle et d'ethnologie de Julius Riemer
L'étage supérieur abrite une exposition permanente d'objets de la collection Riemer. L'exposition Le monde de Riemer ( "Riemers Welt") présente 1500 objets d'histoire naturelle et d'ethnologie sur plus de 500 mètres carrés de surface d'exposition et place la biographie du collectionneur Julius Riemer au centre de la présentation,.
C'est une exposition permanente d'objets d'histoire naturelle et d'ethnologie inaugurée en 2018 au Musée des collections municipales de l'arsenal dans la Lutherstadt Wittenberg,.

## Lien avec le concept muséal global dans l'arsenal
L'exposition se trouve à l'étage supérieur (le grenier) de l'arsenal. Environ 1500 pièces de la collection du fabricant de gants berlinois Julius Riemer sont exposées. (1880-1959) sur une surface d'exposition de plus de 500 mètres carrés. Le collectionneur Julius Riemer est présenté comme faisant partie de l'histoire de la ville au 20e siècle. De cette manière, l'exposition sur l'histoire de la ville "Wittenberg au fil des siècles" au premier étage est complétée et élargie. Elle clôt en même temps le parcours commencé au rez-de-chaussée avec les pièces d'exposition désignées comme les "joyaux de la couronne". Néanmoins, selon les concepteurs, les deux étages principaux du musée fonctionnent également indépendamment l'un de l'autre et se distinguent fortement par leur caractère muséal : la collection de Julius Riemer est mise en scène comme un entrepôt de mousse. Plus de 75 pour cent de tous les objets exposés dans l'arsenal appartiennent ainsi au domaine de l'histoire naturelle et de l'ethnologie. Comme au premier étage, on a délibérément renoncé à diviser l'étage en petites salles individuelles. Les particularités architecturales du bâtiment historique restent ainsi perceptibles pour les visiteurs,.

## Contenu de l'exposition
L'exposition "Le monde de Riemer" est la seule exposition ethnologique permanente en Saxe-Anhalt qui présente des objets de différents continents. Les objets présentés sont répartis à parts à peu près égales entre les sciences naturelles et l'ethnologie. L'accent est mis sur l'Afrique et l'Océanie au sein du département d'ethnologie. L'Égypte ancienne, l'Amérique précolombienne et le Japon sont également représentés par des pièces d'exposition. La section d'histoire naturelle est organisée par classes d'animaux et met l'accent sur les primates, d'autres classes de mammifères, les oiseaux, les reptiles, les amphibiens et les poissons, ainsi que les invertébrés. Une vitrine est consacrée à l'ostéologie et abrite un trésor particulier, le squelette d'une anguille géante. Une autre vitrine présente la faune vertébrée locale et fait ainsi référence à l'histoire régionale et urbaine. Une autre partie de l'exposition est consacrée à la biographie de Julius Riemer en tant que collectionneur et mécène et reconstitue son cabinet de travail.

## Contexte et concepts didactiques
L'exposition des collections municipales de Wittenberg a été élaborée en coopération avec le cercle d'amis de la collection Julius Riemer après plusieurs années de préparation. Le concept et l'équipement de l'exposition ont été conçus par la société Kocmoc. L'ethnologue Nils Seethaler a agi en tant que conseiller scientifique et a rédigé les textes de l'exposition,,,.
Des contenus scientifiques sont transmis à l'aide d'une centaine de textes directeurs placés dans l'exposition, afin de rendre le grand nombre d'objets exposés didactique. Quinze objets phares d'histoire naturelle et d'ethnologie sont mis en valeur dans des vitrines séparées et constituent un fil conducteur pour le parcours à travers l'espace. Au centre de l'exposition se trouve une installation en forme de carrousel qui met en relation de manière expérimentale des objets exposés d'ethnologie et de sciences naturelles et fait ainsi allusion à la possibilité de relier les connaissances. À cet étage se trouve également une salle destinée en particulier à l'éducation muséale. Un programme pédagogique élargi du musée est envisagé pour présenter des thèmes techniques spécifiques,,.

### Expositions spéciales
Au rez-de-chaussée de l'arsenal se trouve un espace d'exposition temporaire de 150 mètres carrés. Avant l'achèvement des expositions permanentes, on y présentait déjà une série d'expositions spéciales préparatoires à celles-ci. Dans le domaine de l'histoire de la ville, on trouve les deux expositions Les Juifs de Lutherstadt Wittenberg sous le troisième Reich (2012/2013 et 2015) et Lucas Cranach le Jeune - citoyen, conseiller et homme d'affaires de Wittenberg (2015/16). Dans le domaine ethnologique, on trouve les deux expositions Découverte de l'individu - Sculptures des Lobi d'Afrique de l'Ouest de la collection Rainer Greschik (2016/17) et l'exposition Objets de vénération, Témoignages matériels de la foi, de la révérence et de la commémoration dans les cultures de l'humanité (2017/18) conçue pour clore l'année Luther.
À la croisée de l'histoire de l'art, de l'histoire urbaine et de l'ethnologie, l'exposition temporaire Else Hertzer. Kriegsmappe 1945 (2019) avec entre autres des portraits de soldats indiens ; l'exposition Témoins de l'histoire de la Terre (2020) relève du domaine de l'histoire naturelle.